# اتحادیه فوتبال لبنان
فدراسیون فوتبال لبنان نهاد اداره‌کنندهٔ فوتبال در لبنان است. این نهاد در سال ۱۹۳۳ پایه‌گذاری شده و اکنون عضو کنفدراسیون فوتبال آسیا است. در حال حاضر ریاست این نهاد بر عهدهٔ حاکم حیدر می‌باشد.